# Jamagisi Szatoru
Jamagisi Szatoru (Csiba, 1983. május 3. –) japán válogatott labdarúgó.
A japán válogatott tagjaként részt vett a 2007-es Ázsia-kupán.

## Statisztika
| Japán válogatott | Japán válogatott | Japán válogatott |
| Időszak          | Mérk.            | gól              |
| ---------------- | ---------------- | ---------------- |
| 2006             | 3                | 0                |
| 2007             | 5                | 0                |
| 2008             | 3                | 0                |
| Összesen         | 11               | 0                |